# Arkona
Gli Arkona (in russo Аркона?) sono un gruppo musicale folk metal russo, formatosi nel 2002.

## Storia del gruppo

### Gli inizi

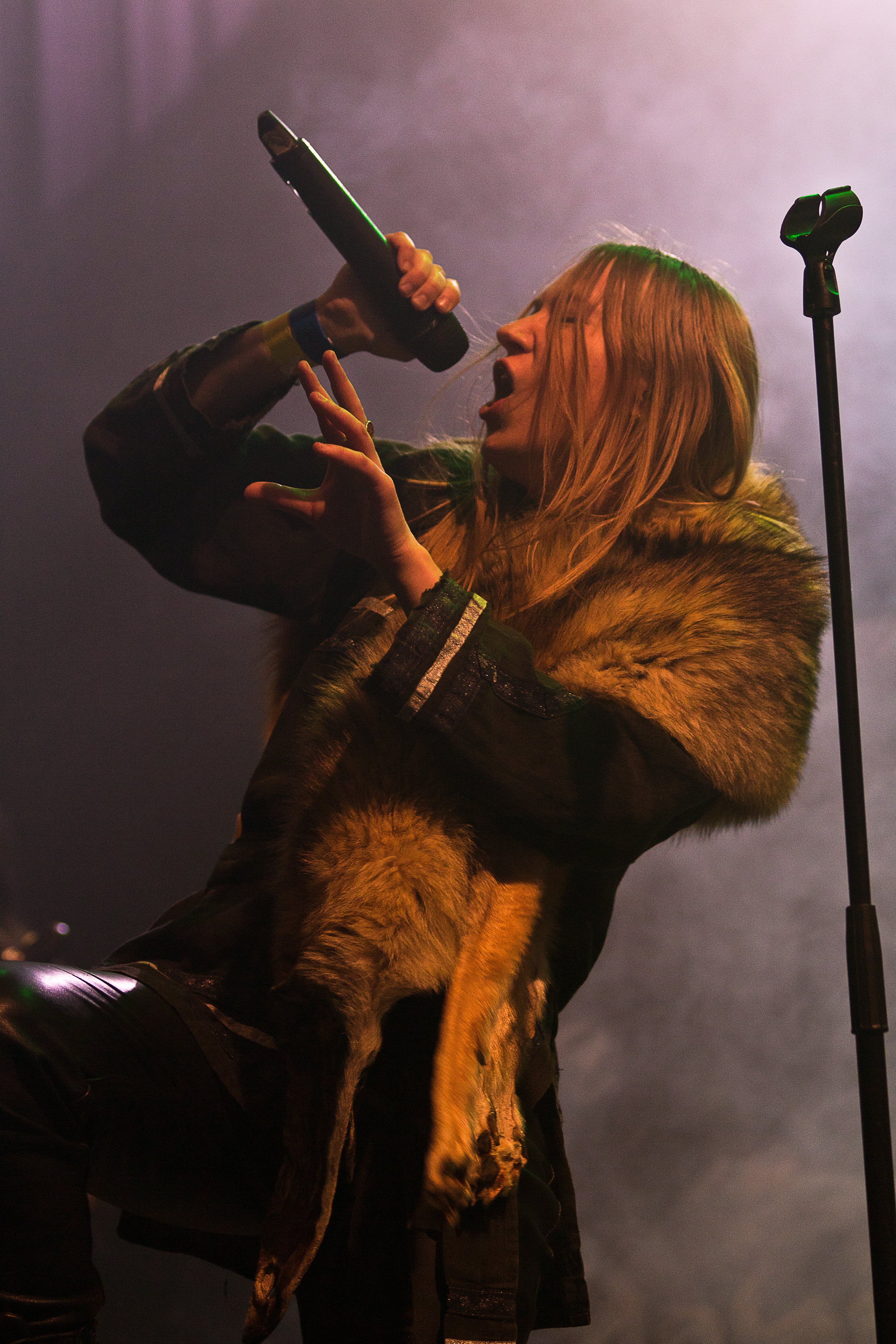
Maria Arkhipova al Wave-Gotik Treffen 2015

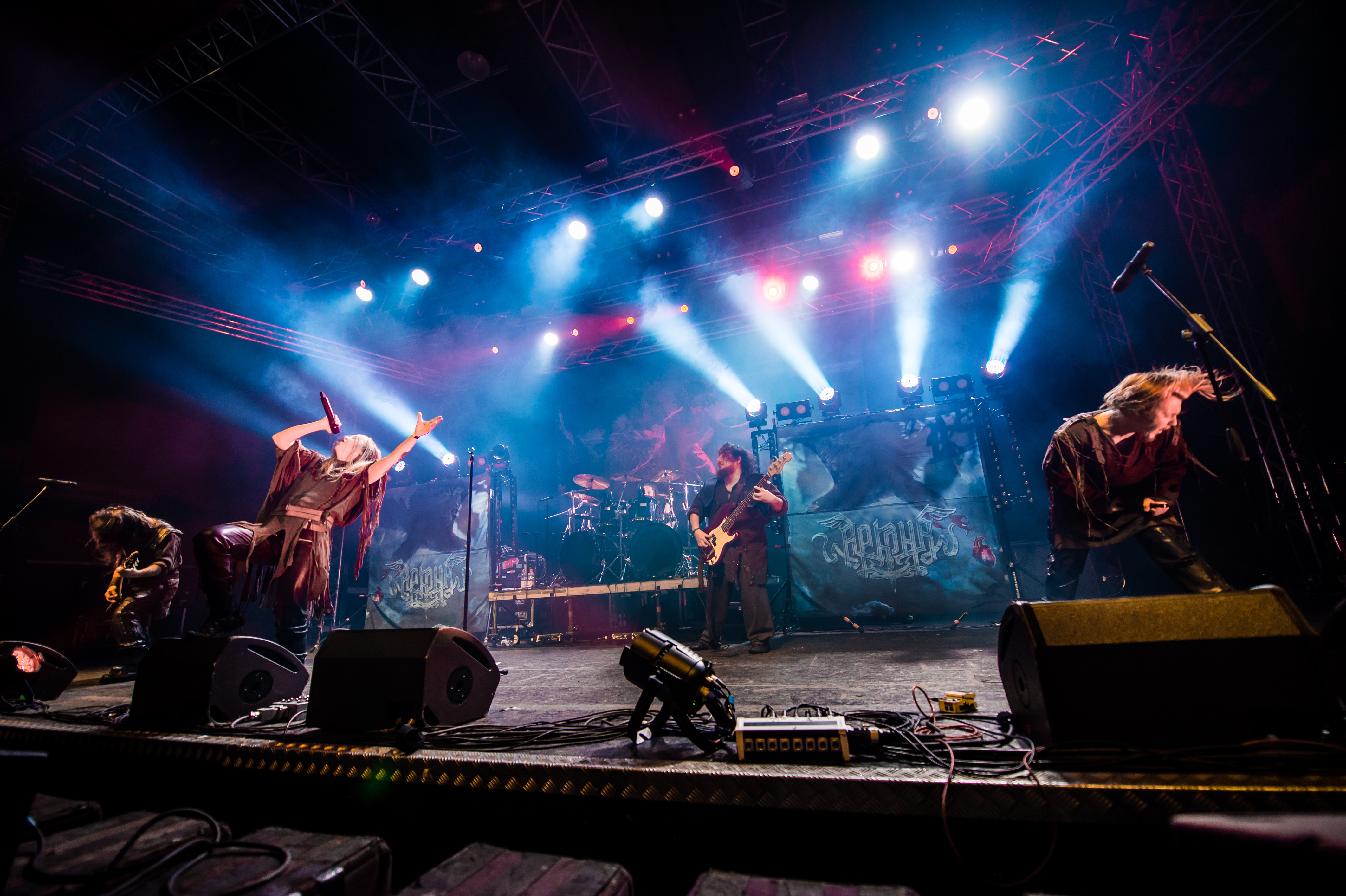
Gli Arkona al Ruhrpott Metal Meeting 2015

Gli inizi degli Arkona risalgono al 2002, quando erano membri di una comunità pagana di nome “Vjatiči”. Marija "Masha Scream” Archipova e Aleksandr “Warlock” Korolëv, decisero di formare una band che rispecchiasse la loro filosofia individuale ed i loro gusti musicali. La band, a quel tempo nota con il nome “Hyperborea”, comprendeva Marija "Masha Scream” Archipova (voce), Evgenij Knjazev (chitarra), Eugene Borzov (basso), Il'ja Bogatyrëv (chitarra), Aleksandr "Warlock" Korolëv (batteria), e Ol'ga Loginova (tastiera), ma non fu prima di febbraio 2002 che gli Arkona emersero dalle profondità della scena underground Russa.
Gli Arkona decisero presto di registrare alcune delle loro canzoni pagan/folk nel loro primo demo. La registrazione ebbe luogo al CDM-Records Studio nel Dicembre 2002. Il demo includeva tre tracce - Koljada", "Solncevorot” (Solstice)" & "Rus'” (Russia). Queste tracce vennero in seguito incluse come bonus nel live album “Žizn' vo slavu” (Live for the Great) pubblicato nel 2006.
Gli Arkona iniziarono a esibirsi live agli inizi del 2003. Molti frequentatori di concerti apprezzarono la band per la prima volta al "Jazyčeskayja Rus'" Festival. Nell'estate del 2003, gli Arkona erano pronti per registrare il loro album di debutto, ma il disinteresse di alcuni membri per la band la fecero scomparire velocemente così come era apparsa. Ma la perseveranza di Masha non si spense. Continuò da sola con l'aiuto dei membri dei Nargathrond, e produsse nuovo materiale. I suoi nuovi compagni musicisti prepararono strumenti e spartiti, senza guardarsi indietro registrarono il loro album di debutto “Vozrozhdenie” (Revival) nel marzo del 2004.

### La ribalta e l'uscita dall'ombra
"Vozroždenie” (Revival) diventò velocemente uno dei dischi di Slavic pagan metal di più grande successo. Subito dopo l'ultimazione dell'album Masha si dedicò alla creazione di nuove canzoni e verso la fine dell'estate 2004 il materiale per il secondo album “Lepta” (The Contribution) era completo. Con il supporto della stessa line-up, la band finì la registrazione in autunno. “Lepta” fu pubblicato nel dicembre 2004 e si presentava agli ascoltatori con uno stile scuro e triste. Gli Arkona erano anche supportati dal poeta e cantante Les'jar (Nevid', ex-Butterfly Temple), che non solo cantava ma scrisse anche il testo di "Zarnitsy Nashei.Svobody".
L'album riportò gli Arkona sulla scena. Con una line-up completa, gli Arkona tornarono sul palco agli inizi del 2005.
Una continua fucina di idee e creatività portarono Masha Scream a scrivere nuovo materiale. Nell'estate 2005 gli Arkona erano pronti per registrare il loro prossimo album. "Vo Slavu Velikim” (For the Glory of Great) si rivelò essere il più complicato e vario album fino ad allora registrato; la band smise di utilizzare suoni sintetizzati e li rimpiazzò con veri e propri strumenti folk. La lista dei musicisti ospiti crebbe considerevolmente includendo il rinomato musicista folk Vladimir Čerepovskij (Mervent, ex- Voinstvo Sidov, Veter Vody, Trio Mario), e anche membro dei Svarga e Alkonost.
Anche se gli arrangiamenti per ogni canzone eccedevano le cento registrazioni, gli Arkona furono in grado di riunire il tutto in un unico album e “Vo Slavu Velikim!” (For the Glory of Great) fu finalmente pubblicato nel settembre del 2005. Durante il tour che ne seguì per supportare l'album, gli Arkona registrarono le loro performance con l'obbiettivo di pubblicare un DVD e il live album "Žizn' vo Slavu". Alimentati dalle loro eccezionali realizzazioni, gli Arkona optarono di non sedersi sugli allori e di assicurarsi di tornare con un nuovo album il prima possibile. I fans sentirono l'anteprima di “Ot Serdca K Nebu" (From the Heart to the Sky) al 2008 al "Ragnarok Festival". In aggiunta, la band si imbarcò in un tour di 30 date attraverso l'Europa,  la partecipazione della band al Brutal Assault fu uno delle date di maggior rilievo.

### Il definitivo lancio sulla scena Europea
Tornati a casa, gli Arkona decisero di non prendere nessuna pausa e si misero immediatamente a lavorare sul loro quinto album. In linea con i loro precedenti sforzi, la band mira a creare qualcosa di unico. Mentre stanno lavorando su “Goi, Rode, Goi!”, la band pianifica il loro secondo DVD. “Noč' Velesova” fu pubblicato con la Napalm Records nel maggio del 2009. Gli Arkona si esibirono poi al German festival Winternoise, prendendosi così un meritato riposo dal duro processo di registrazione.
Dopo il loro ritorno, gli Arkona continuarono a lavorare sul nuovo album, completando la registrazione nel giugno 2009. Fu un'impresa titanica, con più di quaranta musicisti coinvolti nella realizzazione di “Goj, Rode, Goj!”. La band descrisse il processo come il più intenso lavoro nella loro carriera e quello in cui spesero più tempo. Gli Arkona fecero uso di un vero e proprio coro e un quintetto d'archi per la prima volta nella loro storia. Il cuore dell'album è indubbiamente la saga di 15 minuti 'Na Moej Zemle' che racconta delle avventure del popolo degli slavi in Europa. Queste caratteristiche epiche fecero sì che si distinguessero in mezzo a tutte, le voci dei membri dei Manegarm, Menhir e Heidevolk. Vladimir Čerepovskij e Vladimir “Volk”, che divenne recentemente un membro a pieno titolo degli Arkona, sono coloro che suonano abilmente gli strumenti tradizionali utilizzati nell'album. I disegni delle copertine degli album furono un altro lavoro del leggendario Kris Verwimp. Lui concepì una serie di illustrazioni per ogni canzone dell'album.
Il risultato fu all'altezza del loro duro lavoro, “Goj, Rode, Goj!“ si rivelò essere un importante passo nel viaggio della band. I fans poterono vivere l'impatto del nuovo materiale nei loro numerosi live. Gli Arkona produssero anche alcuni video clips tra cui l'inno “Jarilo” e la malinconica “Liki Bessmertnych Bogov“. La band si cimentò in numerosi shows come supporto per il nuovo album e pubblicò anche un EP nell'estate del 2011 per placare il fervore dell'attesa dei fans per l'uscita di un nuovo album.
I membri degli Arkona si sono ormai fatti un nome sulla scena pagan metal all'interno della loro terra nativa il che li porta ad avere anche fama oltre i confini della Russia. Il loro album “Slovo” riconosce la loro guadagnata reputazione con delle tracce eccezionali. La band ruota intorno alla leader guerriera Masha Scream che ha guidato la band fuori dall'oscurità. "Slovo" racchiude tutta la forza degli Arkona e li catapulta verso nuove vette. Il ritmo esplosivo, gli attacchi di contrabbasso e i riff taglienti rimangono ma è l'attenzione ai dettagli che completa il sound degli Arkona. Le melodie folk, il complesso voce e coro, voce pulita e growls, intermezzi orchestrali e autentici strumenti (violini, flauti), etc.) servono ad incoronare “Slovo”. Il diversificare ha come risultato finale epiche ballate e canzoni orientate sull'Heavy-folk che avranno una sicura certezza di gloria nelle successive esibizioni live. I testi in russo di Masha Scream aggiungono durezza, ma anche un malinconico tocco a questo ultimo lavoro. Una volta ancora gli Arkona hanno scelto il maestro dell'illustrazione Kris Verwimp (Vintersorg, Månegarm, Thyrfing, etc.) per disegnare le copertine del loro album. "Slovo" è un album pieno di grandi hits, destinato ad essere una grande vittoria sul campo di battaglia del pagan-metal.

## Formazione
Attuale
- Marija "Maša Scream" Archipova – voce
- Sergej "Lazar'" Atraškevič – chitarra
- Ruslan "Knjaz'" Oganjan – basso
- Andrej Iščenko – batteria
- Vladimir "Volk" Rešetnikov – strumenti folk

Ex componenti
- Vlad "Artist" Sokolov – batteria

## Discografia

### Album in studio
- 2004 – Vozroždenie
- 2004 – Lepta
- 2005 – Vo slavu velikim!
- 2007 – Ot serdca k nebu
- 2009 – Goi, Rode, Goi!
- 2011 – Slovo
- 2014 – Jav'
- 2018 – Chram

### Album dal vivo
- 2006 – Žizn' vo slavu
- 2009 – Noč' Velesova
- 2013 – Decade of Glory

### EP
- 2011 – Stenka na Stenku